# Divša

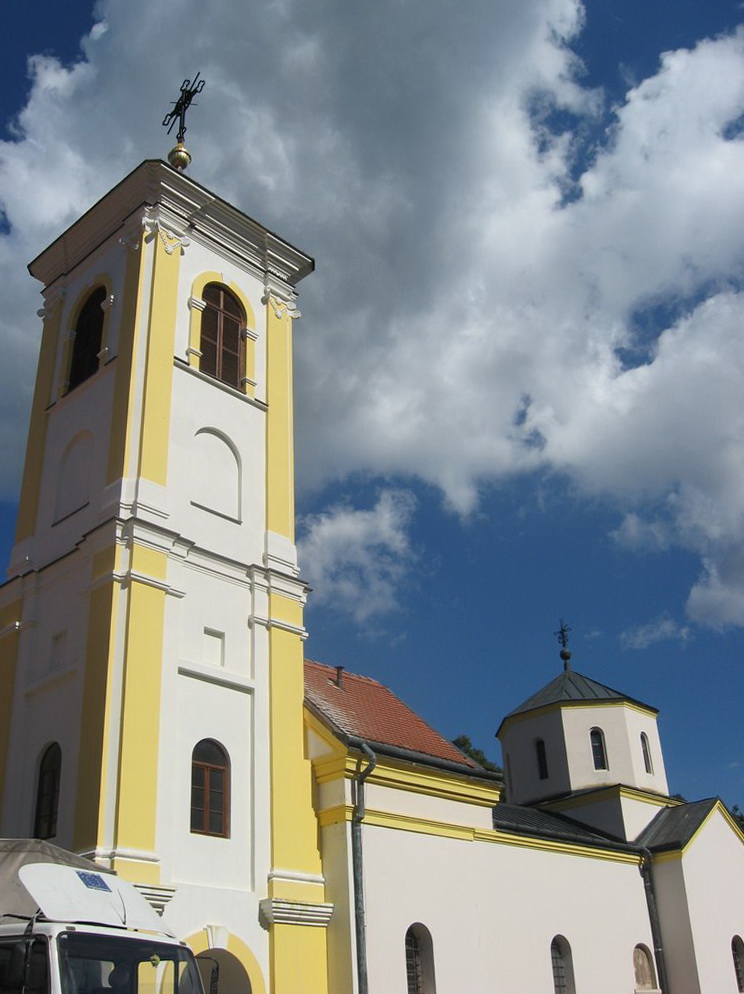
Divša

Divša kloster (serbiska: Манастир Дивша / Manastir Divša) är ett serbiskt-ortodoxt kloster på berget Fruška Gora i den norra serbiska provinsen Vojvodina. Det tros ha grundats av Despot Jovan Brankovic i slutet av 1400-talet. Tidigaste historiska dokument där klostret är omnämnt är från andra hälften av 1500-talet. Divša kloster förklarades som ett Monument av särskild kulturell betydelse under 1990.